# Сефардско гробље у Београду
Јеврејско гробље једно је од београдских гробља, које се налази у општини Палилула. Основано је 1925. године и представљао део Новог гробља. Гробље се простире на 12.748m², и на њему се налази око 4.000 гробница. То је једно од два јеврејска гробља у Београду о којима брине удружење хевра кадиша.

## Историјат
Сефардско гробље је основано 1888. године, тако што је јеврејска црквено-школска општина у Београду откупила плац од града преко пута Новог гробља у Гробљанској, данас Рузвелтовој улици, од шабачког трговца Ђорђа Куртовића. Купљена парцела је 1925. године даље проширена на Ново јеврејско гробље, на које је пресељено старо јеврејско гробље из Далматинске улице.
На простору старог јеврејског гробља на Палилули је 1928. године одржан свечани обред сахрањивања посмртних остатака у заједничку костурницу и пренети су посмртни остаци 13 рабина и учитеља на Ново јеврејско гробље, где су сахрањени у заједничку гробницу, над којом је подигнут споменик у облику саркофага. Са старог гробља су пренети и споменици у облику хоризонталних камених плоча, са именима покојника на хебрејском језику и годином смрти, без дужих епитафа
Кроз гробље води централна стаза окружена боровима старим неколико деценија.
На гробљу је подигнута капела по пројекту инжењера Јосифа Албале, која је освећена 1934. године. Гробље се простире на 12.748m², и на њему се налази око 4.000 гробница.

## Споменици
На Сефардском гробљу се налазе три значајна споменика високе уметничке вредности:
- Споменик јеврејским ратницима Балканских ратова и Првог светског рата 1912 – 1918 (132 хероја). Налази се на крају централне стазе. Подизањем тог обележја истакнут је допринос Јевреја у очувању државе у којој су живели.[3] Подигла га је Јеврејска општина Београд, од новца који су прикупили рођаци и пријатељи погинулих, 1927. године на ратничкој парцели. Споменик је пројектовао јеврејски архитекта Самуел Сумбул. У средишту полукружног платоа је обелиск висок осам метара, са четири стуба. На пирамидалном врху налази се двоглави орао, а испод њега српски грб са четири оцила. Једна орлова глава гледа у небо, односно у слободу, док је друга погнута ка земљи и симболично тугује са народом. На дну обелиска мотив српске шајкаче, сабље и пушке, а испод је Давидова звезда[5] и Његошеви стихови из „Горског вијенца“,[3] као симболи пријатељства јеврејског и српског народа. На ивицама платоа су такође карактеристични симболи јудаизма, бели лавови, а иза њих су гробови погинулих. Задњи део споменика затворен је са трапезоидним каменим масивом, састављен од пет плоча, са две пламене светиљке, јеврејски вечни помен умрлима. На средишним хоризонталним и вертикалним плочама је исклесана посвета погинулима, а на две бочне уклесана су имена погинулих ратника.[5] Крај имена су постављени каменчићи, као један од јеврејских обичаја, јер на истом месту почивају земни остаци хероја.“[3]
- Споменик јеврејским жртвама из Другог светског рата.Споменик јеврејским жртвама из Другог светског рата, подигнут 1952. Налази се на крају главне алеје. Израђен је према нацрту архитекте Богдана Богдановића,[6]  који је за ово дело награђен Октобарског наградом града Београда.[4] Ово је Богдановићево прво дело израђено од камена.[3] У споменик су уграђени фрагменти, али и целе надгробне полоче са хебрејским текстом, које воде порекло са старог јеврејског гробља на Палилули.[4] Оваквим решењем, аутор споменика је имао за циљ наглашавање континуитета са традицијом и претходним нараштајима Јевреја, мада је коришћење старих надгробних споменика као грађевинског материјала за нове споменике у то време генерално примњивано за проблеме напуштених и оштећених гробаља.[7] Споменик је изграђен у оквиру акције Савеза јеврејских општина Југославије, који је, у намери да страдање својих сународника отргне од заборава, одлучио да 1952. године подигне споменике свим страдалим југословенским Јеврејима, с тим да споменици буду локалног, републичког, односно покрајинског нивоа. Осим у Београду, истим поводом су подигнути и споменици на јеврејским гробљима у Загребу (посвећен настрадалим Јеврејима у Хрватској), Сарајеву (посвећен Јеврејима настрадалим у Босни и Херцеговини) и Новом Саду (посвећен Јеврејима настрадалим у Новом Саду и јужној Бачкој), као и у Ђакову (посвећен Јеврејима страдалим у Логору Ђаково, већином из Сарајева, али и из других делова НДХ).[8] Церемоније откривања споменика су одржане августа и септембра 1952. године. И поред тога што им у југословенским медијима није посвећена довољна медијска пажња,[9] представљају једну од најважнијих комеморација посвећених жртвама Холокауста, које су до тада одржане у Европи.[10] У склопу споменика налази се и спомен-костурница са посмртним остацима 197 јеврејских жртава фашизма. На истом месту налази се и урна Богдана Богдановића, која је по његовој последњој жељи и уз одобрење јеврејске заједнице, из Беча пренета 2011, а поред ње налази се и урна његове супруге.[3]
- Споменик јеврејским избеглицама из Аустроугарске током Другог светског рата.Споменик јеврејским избеглицама из Аустроугарске, који је подигла јеврејска општина из Беча 1959. према пројекту Анрија Мешулама.[6] Реч је о више од 1.200 Јевреја, који су бежећи са територије Трећег раха, крајем 1939. године кренуло из Беча и Братиславе и планирало да пловећи Дунавом кроз Југославију, преко Румуније, Црног мора и Турске стигну до тадашње Палестине. Због лоше организације, као и проблема око добијања визе, њихово путовање је заустављено након нешто више од месец дана, у Прахову, на граници између Југославије и Румуније, након одбијања Румуније да им дозволи пролаз без сертификата за усељење у Палестину, као и због залеђивања Дунава, који им је у потпуности онемогућио пловидбу.[11] Провели су целу зиму и пролеће у Кладову.[6] Септембра 1940. године су пребачени у Шабац , тада провинцијски градић који је бројао око 16.000 становника и у којем је живела мала, али угледна јеврејска заједница, и у њему су се настанили.[11] Непосредно пред напад Немачке на Југославију, група од око 200 млађих људи из такозваног „Кладовског транспорта“ ипак је добила потребну документацију и пребачена је преко Грчке до Палестине. Од оних који су остали, већина је окупацију дочекала у Шапцу и  15. јула 1941. је спроведена у новоосновани Јеврејски логор у Шапцу. То је била прва група Јевреја на територији Србије који су масовно интернирани.[11] Мушкарци су стрељани 12. и 13. октобра 1941. у близини села Засавица код Шапца, док су жене, са децом натеране да пешке иду у Логор Сајмиште [6] и тамо су погубљени пролећа 1942. Посмртни остаци неколико стотина Јеврејеа убијених код Засавице, који нису по наредби генерала Франца Бемеа спаљени у акцији  Специјална акција 1005, а након рата ексхумирани и 1959. године пренети у заједничку костурницу на Сефардском гробљу.[11]
- Као и на другим јеврејским гробљима, на Сефардском гробљу у Београду се налази Гениза, споменик и гробно место за јеврејске верске књиге,[6] подигнут 1928. године. Споменик је у облику отворене Торе и књига од камена, који симболично указују на намену ове гробнице.
- Споменик над заједничком гробницом деци умрлој од шпанске грознице и других болести између два светска рата. Подигла га је Јеврејска општина 1976. године и у њој се налазе посмртни остаци деце чији су појединачне гробнице уништене. Аутор споменика је сликар Јован Ћурчић.[4]